# Lubartów (gemeente)
De gemeente Lubartów is een landgemeente in het Poolse woiwodschap Lublin, in powiat Lubartowski.
De zetel van de gemeente is in Lubartów.
Op 30 juni 2004 telde de gemeente 10 114 inwoners.

## Oppervlakte gegevens
In 2002 bedroeg de totale oppervlakte van gemeente Lubartów 158,94 km², waarvan:
- agrarisch gebied: 57%
- bossen: 36%

De gemeente beslaat 12,32% van de totale oppervlakte van de powiat.

## Demografie
Stand op 30 juni 2004:
| Omschrijving                   | Totaal | Totaal | Vrouwen | Vrouwen | Mannen | Mannen |
| ------------------------------ | ------ | ------ | ------- | ------- | ------ | ------ |
| eenheid                        | aantal | %      | aantal  | %       | aantal | %      |
| inwoners                       | 10 114 | 100    | 5165    | 51,1    | 4949   | 48,9   |
| bevolkingsdichtheid (inw./km²) | 63,6   | 63,6   | 32,5    | 32,5    | 31,1   | 31,1   |

In 2002 bedroeg het gemiddelde inkomen per inwoner 1116,18 zł.

## Plaatsen
Annobór, Annobór-Kolonia, Baranówka, Brzeziny, Chlewiska, Lisów, Łucka, Łucka-Kolonia, Majdan Kozłowiecki, Mieczysławka, Nowodwór, Nowodwór-Piaski, Rokitno, Skrobów, Skrobów-Kolonia, Szczekarków, Trójnia, Trzciniec, Wandzin, Wincentów, Wola Lisowska, Wola Mieczysławska, Wólka Rokicka, Wólka Rokicka-Kolonia.

## Aangrenzende gemeenten
Firlej, Kamionka, Lubartów, Niedźwiada, Niemce, Ostrówek, Serniki, Spiczyn